# 勃朗特三姊妹

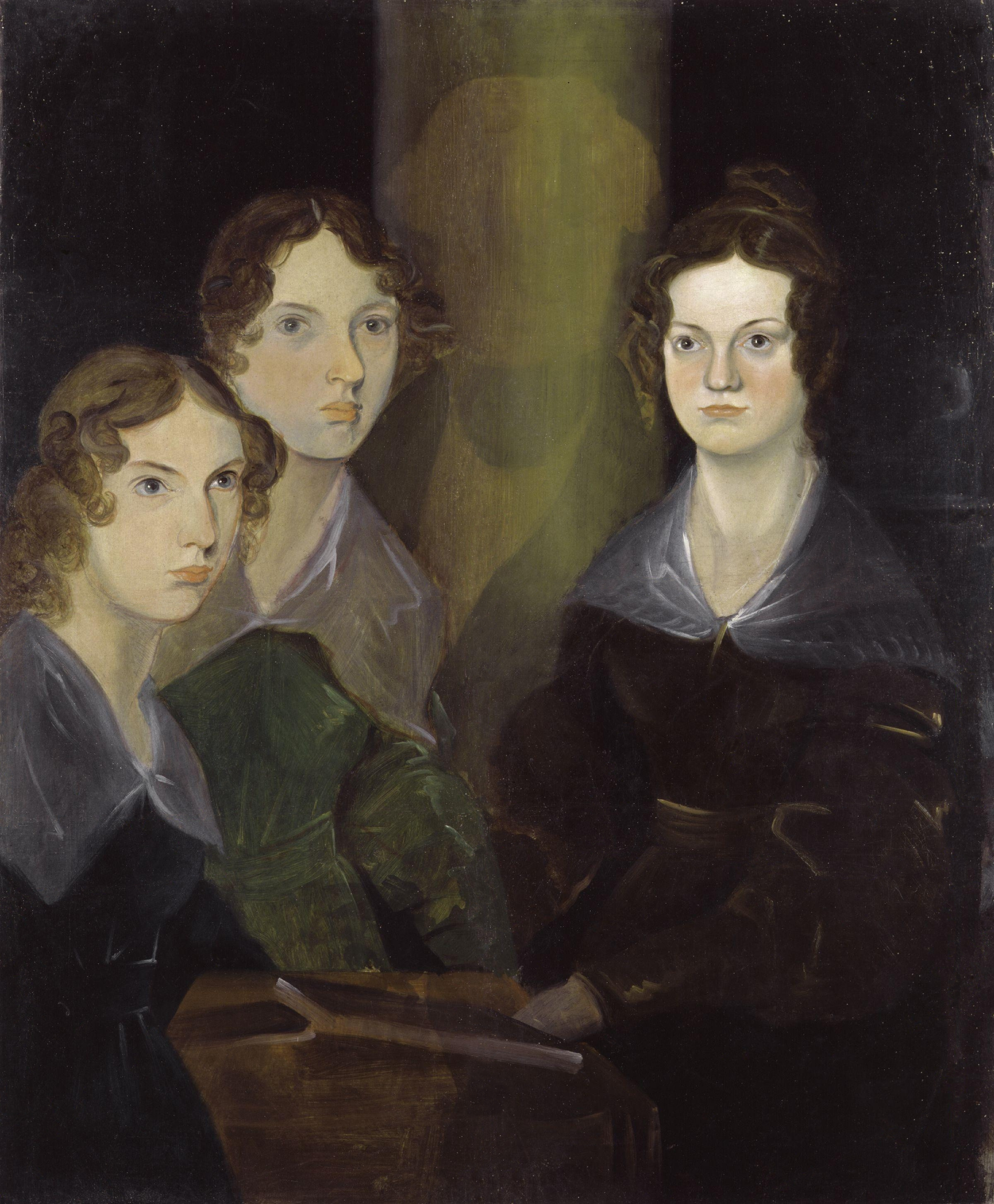
勃朗特三姊妹畫像，由左往右分別為安妮、艾米莉、夏洛蒂。其兄弟布倫威爾繪於1835年左右

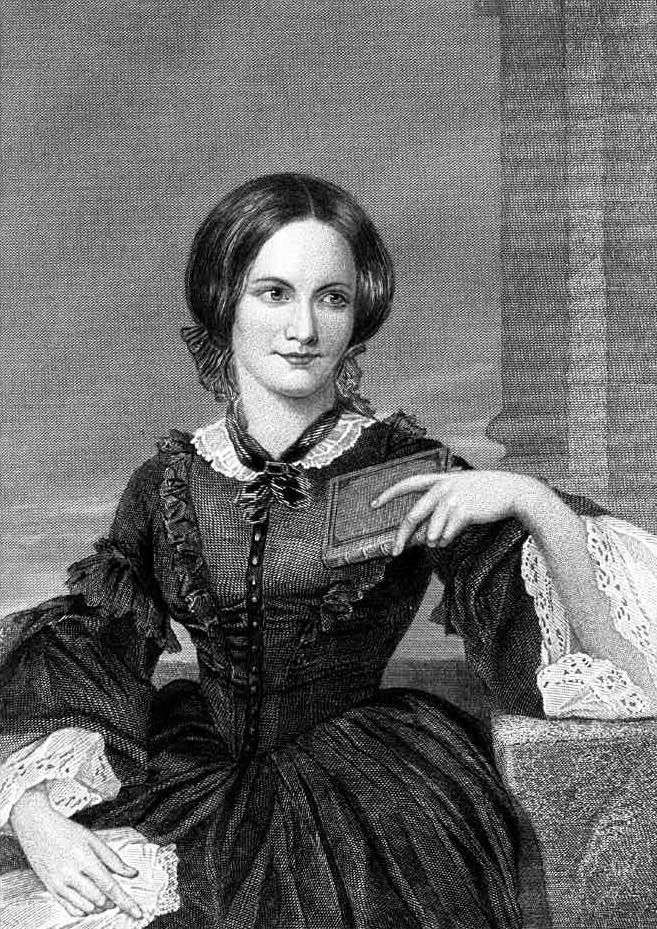
夏洛蒂·勃朗特

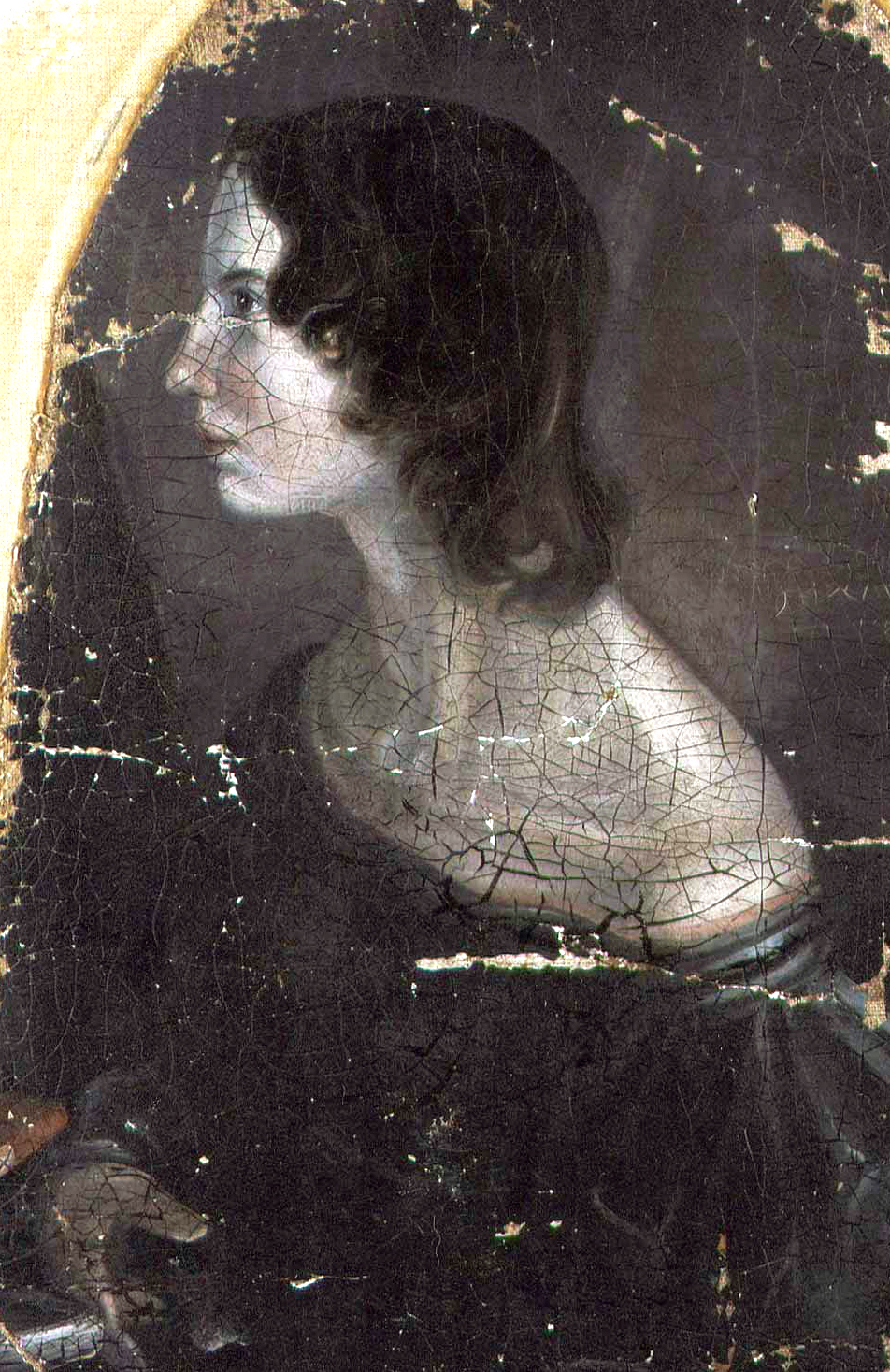
派屈克·布倫威爾大概於1833年完成。一幅飽受爭議的畫，資料來源不一致的指向這幅畫可能是艾米莉亦或是安妮。

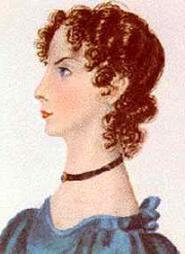
安妮·勃朗特

勃朗特三姊妹（英語：或），是三位英国著名文学女作家，並且是亲生三姊妹，分别是：
- 夏洛蒂·勃朗特（Charlotte Brontë，1816年4月21日－1855年3月31日）
  - 代表作：《简·爱》（Jane Eyre）
- 艾米莉·勃朗特（Emily Brontë，1818年7月30日－1848年12月19日）
  - 代表作：《咆哮山庄》（Wuthering Heights）
- 安妮·勃朗特（Anne Brontë，1820年1月17日－1849年5月28日）
  - 代表作：《荒野庄园的房客》（The Tenant of Wildfell Hall）

1847年，夏洛蒂的《简·爱》、艾米莉的《咆哮山庄》、安妮的《荒野庄园的房客》几乎同时问世并在三姐妹死後举世轰动，尤其是《简·爱》及《咆哮山庄》更是至今流传甚广的文学经典名著。而这三姊妹的兄弟布倫威爾·勃朗特也是一位文学才子、画家（Branwell Brontë，1817年6月26日－1848年9月24日）。
勃朗特家庭显然是一个天才家庭，但同时这也是一个悲剧家庭：因为這些天才均英年早逝，而且全死於肺結核，夏洛蒂38岁辞世，艾米莉30岁病逝，安妮29岁猝死，而她們的兄弟勃兰威尔31岁因酗酒过度及鴉片成癮导致潦倒离世。有人說她們三姊妹的犧牲是因為不捨勃兰威尔之死而造成的。

## 早年
勃朗特三姊妹生於英格蘭北部约克郡山区的一个穷苦牧师家庭，是爱尔兰农民之子。母亲玛丽娅·布兰威尔出生于英格兰康沃尔一个著名世家，但勃朗特姊弟幼年丧母，生活凄苦。
迫于生计，姊妹三人都先后离家外出当家庭教师。

## 夏洛蒂·勃朗特
夏洛蒂·勃朗特（1816－1855），19世纪英国文学家，是三姊妹裡年龄最大的。上过教规严厉、生活条件恶劣的寄宿学校，后当过教师和家庭教师。
由于生活窘迫和卑微境遇，使她的作品主题往往是贫苦的小资产阶级的孤独、艰辛和奋斗。

### 《简·爱》
1847年出版的第一部小说《简·爱》叙述了一个在恶劣的生存环境中奋斗孤女的故事。
在小说中，简·爱是一个新型女性，她改写了英国传统女性温柔可爱、逆来顺受的形象。她出生贫苦，貌不惊人，但坚决反对压迫，屈辱的行为，始终捍卫自己独立的人格。并最终以和宅邸主人罗切斯特爱情的美满结局表达出作者对于品质，思想，人与人的关系所展开的思考。
这部小说是世界文学名著之一，至今深深影响着世界，同时也代表了夏洛蒂·勃朗特作品的风格和方向。

### 其它作品
1849年的《雪尔莉》描写19世纪初爆发的工人破坏机器运动（盧德運動）。但工人运动失败后，夏洛蒂的小说创作再也不涉足那样的重大事件。
此后她于1853年发表了颇含自传成分的《维耶特》，不算漂亮而又无依无靠的维耶特靠智慧和才能博得了人们的尊敬，但小说冲破了惯常的有情人终成眷属，而用女主人公冲破困难罗网的胜利者身份结束。
1855年出版的《教师》是位当女教师独立谋生的少女艰辛又冷静地面对困难，最后与人喜结良缘。

### 总结
不难看出，夏綠蒂的每一部作品（尤其是后期作品）都有自己的影子。她细腻而抒情的笔法和丰富的感情使她现实主义的作品带上了浓厚的浪漫主义色彩。而她本人的生活却不是作品中的浪漫主义结局，夏洛蒂1854年结婚，惟其生命几个月后在贫苦中戛然而止，更一屍兩命，终年38岁，留下的只有作品和后世源源不絕的评論。

## 艾米莉·勃朗特
艾米莉·勃朗特（1818－1848），英国女作家、诗人，夏绿蒂·勃朗特之妹，安妮·勃朗特之姊，世界文学名著《呼啸山庄》的作者。
艾米莉从少年时代就开始写诗，姊妹三人于1846年出版了一本自费出版诗集，以艾米莉为主。她的诗的风格往往是直抒胸臆，感情浓烈；景物描写常常荒僻、寂寥。但她的小说《呼啸山庄》掩盖了她诗歌的光芒。
勃朗特的大哥布倫威爾是家族的「骄傲和希望」，卻一生醉生夢死，沉迷酒色；由於經濟拮据，他開始沉淪毒海，以酒精來慢性自殺，身體早已響起警號。1848年9月，布倫威爾因長期酗酒終染上支氣管炎，一病不起。身体柔弱的艾米莉於胞兄葬礼当天感染了肺結核，更因不捨胞兄的離去而拒绝任何治疗，終究難逃一死，同年12月19日倒卧在书房的长沙发上，终年30岁。

### 《呼啸山庄》
《呼啸山庄》被赞誉是英国文学史上最奇特、最具震撼力的小说之一，而且其实也是艾米莉唯一一部小说。
这部悲剧性的小说描写了吉卜赛弃儿希斯克列夫被山庄老主人收养后，因受辱和恋爱不遂，外出致富，回来后对与嘉瑟琳结婚的地主林顿及其子女进行报复的故事。小说充满强烈的反压迫的斗争精神，展现出的人物的内心世界具有一种超乎寻常的激情和反叛精神。小说的文字被称为“一首完美，动人的叙事诗”。

### 《贡代尔》
《贡代尔》这部诗体传奇虚构了贡代尔联合王国一个成员国的公主若西纳，到最后成为联合王国女皇这一生如火如荼的爱情和轰轰烈烈的业绩。这是一部充满浪漫情调的仿英雄传奇。

## 安妮·勃朗特
安妮·勃朗特（1820－1849），英国女作家，夏绿蒂·勃朗特及艾米莉·勃朗特之妹，代表作是《阿格尼斯·格雷》和《荒野庄园的房客》。在艾米莉過世後不足半年，深受影響的安妮染上流感且同樣引發肺結核而病逝，年僅29歲。

### 《荒野庄园的房客》

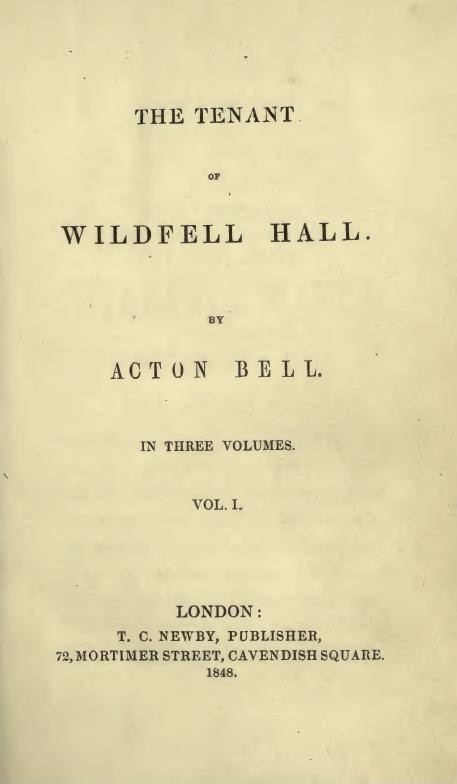
《荒野庄园的房客》初版本，可以看到作者的笔名艾克顿·贝尔

《荒野庄园的房客》讲述了一位神秘女士带着孩子和仆人来到了多年无人入住的威尔德菲尔庄园。她力求深居简出，但还是被流言蜚语包围了。不相信传言的年轻农场主吉尔伯特·马克汉姆最终从海伦给他的日记中得知了她的过去。原来，海伦的丈夫亚瑟·亨廷顿自幼娇生惯养，使用各种手段让海伦盲目的爱上了她。结婚之后亨廷顿仍然酗酒，和众多酒肉朋友过着放荡的生活并虐待试图劝他从善的海伦。亚瑟还教儿子喝酒，海伦偷偷在酒中加入了酒石酸让儿子完全讨厌酒味。亚瑟又试图教儿子谩骂和虐待动物，一直逆来顺受的海伦决定出走，计划当画家来独立生活，却被亚瑟得知，烧毁了画具。海伦最终带着孩子出走，来到了威尔德菲尔庄园。她希望吉尔伯特不再追求在法律上不能结婚的自己。不久海伦得知丈夫病危，赶回家试图给临终的丈夫一些安慰，但阿瑟·亨廷顿拒绝了。阿瑟·亨廷顿去世之后，海伦继承了遗产，她可以自由的从事绘画了。面对仍然追求自己的吉尔伯特，海伦担心再婚后会失去独立地位，最终他们还是喜结良缘。

### 其它作品
安妮·勃朗特自少年时就和艾米莉·勃朗特一起创造了虚构国家冈达尔，以其为主题创作诗歌，后来开始用诗歌表达内心感情。1846年和两位姐姐夏洛特·勃朗特、艾米莉·勃朗特共同出版了诗集。
《阿格尼斯·格雷》讲述的是一个自幼受人宠爱的娇弱英国少女格雷因家道中落被迫外出，担任富人家的家庭教师，尝尽人间。

## 延伸閱讀
- Alexander, Christine and Sellars, J. (1995) The Art of the Brontës, Cambridge; New York: Cambridge University Press, ISBN 978-0-521-43248-1

## 外部連結
- Brontë Parsonage Museum in Haworth （页面存档备份，存于）
- The Brontës （页面存档备份，存于）
- Russian web site about Bronte Sisters（页面存档备份，存于）

1. ↑  莲可、西海. . 上海世纪出版集团. 2000.